# Parathespis humbertiana
Parathespis humbertiana es una especie de mantis de la familia Thespidae.

## Distribución geográfica
Se encuentra en la India, isla de Barkuda  y Sri Lanka.